# مبنا

پایه یا مبنا

پایه یا مبنا (به انگیسی: Radix یا base) در ریاضیات به معنای تعداد رقم‌های منفردی است که برای نوشتن عدد در دستگاه عددنویسی با ارزش مکانی لازم است. مثلاً در عددنویسی دهدهی، که رایج‌ترین دستگاه در جهان امروز است، از ده رقم ۰ تا ۹ استفاده می‌کنیم؛ بنابراین پایۀ این دستگاه ده است. در مبنای باینری یا دودویی دو عدد صفر و یک را داریم؛ یعنی می‌شود دو عدد.
در مبنای اُکتال یا هشتایی، اعداد ۰ تا ۷ را داریم؛ یعنی می‌شود ۸ عدد.
در مبنای هِگزا دِسیمال اعداد ۰ تا ۹ و a و b و c و d و e و f را داریم؛ یعنی می‌شود ۱۶ عدد.
برای به‌دست آوردن عدد {\displaystyle x} در مبنای {\displaystyle y}، باید {\displaystyle x} رابر {\displaystyle y} تقسیم کنید؛ سپس خارج قسمت آن را بر {\displaystyle y} تقسیم کنید و همین‌طور ادامه دهید تا خارج قسمت به صفر برسد؛ سپس باقیمانده‌ها را از آخر به اول کنار هم بگذارید تا عدد {\displaystyle x} در مبنای {\displaystyle y} به‌دست آید.
و برای تبدیل عدد {\displaystyle x} در مبنای {\displaystyle y} به عدد {\displaystyle z}، ارقام {\displaystyle x} را از راست به چپ، به ترتیب، در {\displaystyle y^{0}}، {\displaystyle y^{1}} و ... و نهایتاً در {\displaystyle y^{m-1}} ضرب کنید ({\displaystyle m} تعداد ارقامِ {\displaystyle x} است) و سپس حاصل‌ضرب‌ های به‌دست آمده را باهم جمع کنید تا عدد {\displaystyle z} به‌دست آید (مبنای عدد {\displaystyle z} برابر ۱۰ است).

## پیوندهای بیرونی
- Base Convert, a floating-point base calculator
- MathWorld entry on base